# زكرياء عاطفي
زكرياء عاطفي ممثل مغربي اشتهر بأفلامه العديدة خصوصا في الألفية الجديدة، من أبرزها فيلم الطريق الصحيح، الفرح الصغير والدار البيضاء باي نايت والمسلسل التلفزي موعد مع المجهول وغيرها.

## روابط خارجية
- زكرياء عاطفي على موقع IMDb (الإنجليزية)